# Houdini (bài hát)
"Houdini" là ca khúc của nhóm nhạc indie pop Foster The People trích từ album đầu tay Torches. Được viết bởi trưởng nhóm, Mark Foster, ca khúc được phát hành lần đầu tiên như một đĩa đơn mở rộng chỉ riêng ở Anh vào 1 tháng 4 năm 2011. Sau đó, ca khúc được chọn làm đĩa đơn thứ sáu cho album Torches vào 15 tháng 5 năm 2012. Ca khúc còn xuất hiện trong phần nhạc của trò chơi SSX và trong tập "Yes, Then Zero" của bộ phim Gossip Girl.

## Biểu diễn thực tế
Ban nhạc biểu diễn "Houdini", cùng với Pumped Up Kicks ở trên Saturday Night Live vào 8 tháng 10 năm 2011. Nghệ sĩ saxophone Mĩ Kenny G là khách mới cho phần trình diễn "Houdini".

## Video âm nhạc
Video âm nhạc cho "Houdini" được công chiếu trên YouTube vào 25 tháng 4 năm 2012. Nội dung video là về việc Foster the People bị đè bẹp bởi giàn ánh sáng rơi xuống trong lúc họ đang diễn tập cho buổi biểu diễn ngày hôm sau. Gã quản lý của họ phát hiện ra và dùng các trợ lý của mình để di chuyển cho chân tay họ hoạt động. Gã thuê một số nhà khoa học tới và biến họ trở thành người máy.
John Ducey đóng vai nhân viên y tế trong video này.

## Danh sách ca khúc
- Tải kĩ thuật số[4]

1. "Houdini" – 3:20

## Xếp hạng
| Bảng xếp hạng (2011-2012)                        | Vị trí cao nhất trên bảng xếp hạng |
| ------------------------------------------------ | ---------------------------------- |
| Canada Alternative Rock (America's Music Charts) | 7                                  |
| Japan (Billboard Hot 100)                        | 70                                 |
| Hà Lan (Single Top 100)                          | 98                                 |
| US Alternative Songs (Billboard)                 | 37                                 |

## Lịch sử phát hành
| Nước | Ngày                | Định dạng                  | Hãng đĩa                   |
| ---- | ------------------- | -------------------------- | -------------------------- |
| Anh  | 1 tháng 4 năm 2011  | Tải kĩ thuật số            | Columbia                   |
| Mĩ   | 15 tháng 5 năm 2012 | Đài phát thanh Alternative | Startime, Columbia Records |